# بيتر رايت (لاعب كرة قدم أسترالية)
بيتر رايت (بالإنجليزية: Peter Wright)‏ هو لاعب كرة قدم أسترالية أسترالي، ولد في 8 سبتمبر 1996.

## وصلات خارجية
- بيتر رايت على موقع AustralianFootball.com (الإنجليزية)
- بيتر رايت على موقع AFLtables.com (الإنجليزية)